# Santa Maria i Sant Brici de la Palma
Santa Maria i Sant Brici de la Palma és l'església parroquial del municipi de la Palma de Cervelló al Baix Llobregat, pertany a la diòcesi del bisbat de Sant Feliu de Llobregat i a l'arxiprestat de Sant Vicenç dels Horts. Forma un conjunt amb la casa rectoral i es troba emplaçada a l'extrem oest del nucli urbà, concretament a l'encreuament de la carretera de Corbera de Llobregat (BV-2421) amb el torrent de Santa Rita. És una obra inclosa a l'Inventari del Patrimoni Arquitectònic de Catalunya.

## Descripció

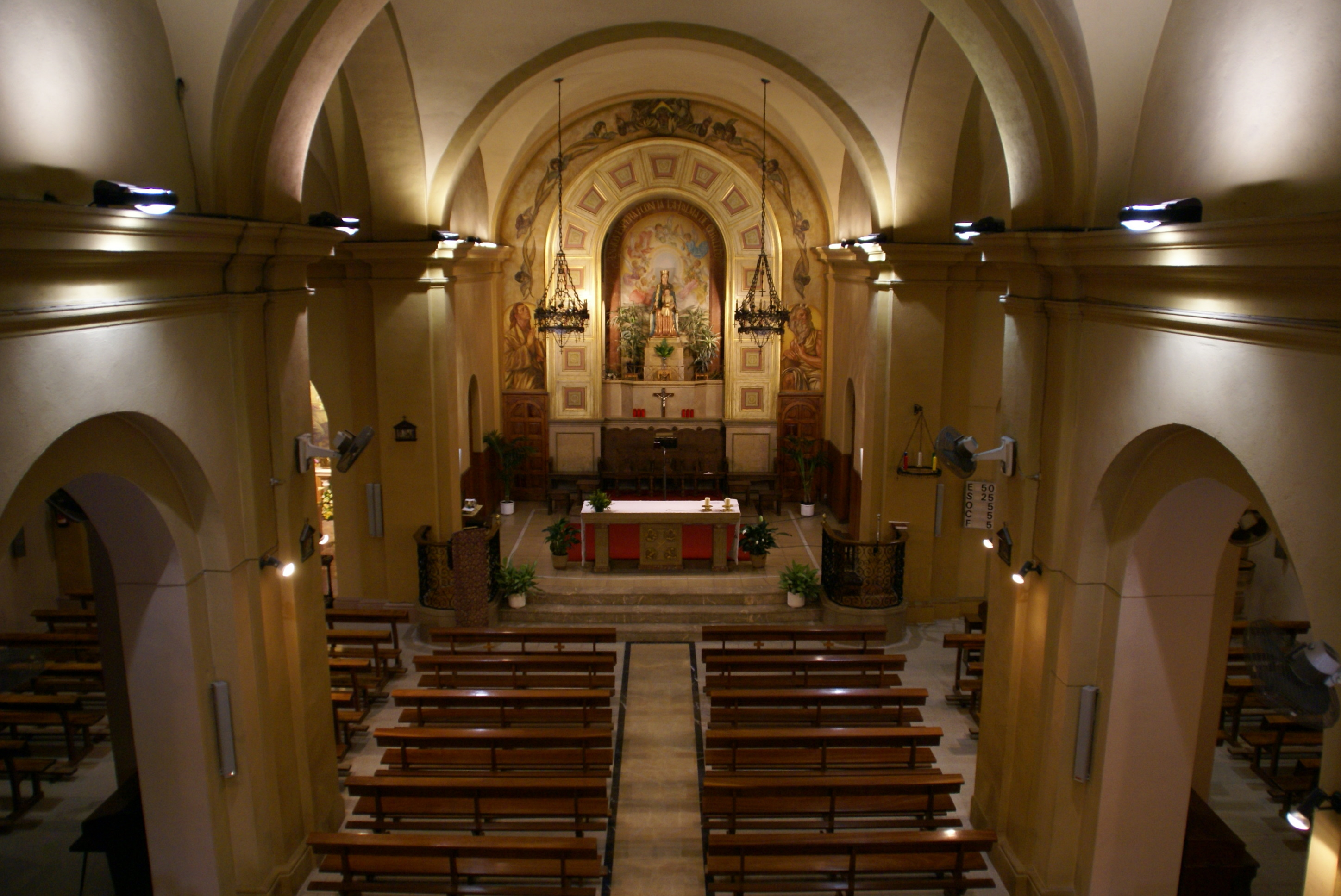
Nau central de l'interior de l'església de Santa Maria i de Sant Brici

L'església és un edifici de planta de creu llatina amb tres naus i transsepte. El creuer és cobert amb volta semiesfèrica que s'alça sobre tambor octogonal d'estil neoclàssic, amb un ull de bou a cada cara, pilars adossats als angles i cornisa correguda damunt dels capitells.
La façana principal, coronada per una creu, té un portal allindat amb pedra molar vermella i al damunt un òcul. Sobre la llinda hi ha incises les dates 1696 (al mig), 1762 (a la dreta) i MCMXXXIX (a l'esquerra), aquesta darrera referent a la restauració que va dirigir l'arquitecte Alexandre Tintorer Oller.
El campanar és de torre quadrada i es troba emplaçat a l'angle esquerre de la façana. Té un rellotge a la façanan principal i una finestra d'arc rebaixat a cada una de les façanes.

## Història
Els anys 964-965 consta el lloc de l'església com una quadra del terme del castell de Cervelló, uns terrenys que el comte Miró va cedir al Monestir de Sant Pere de les Puelles el 966.
L'església pròpiament és documentada el 1231 com a sufragània de Sant Esteve de Cervelló i consta dedicada a Santa Maria i Sant Brici. L'ordinació del decret d'erecció data del 1319 (data en què el rector de Cervelló estima que Santa Maria de la Palma té suficients rèdits per independitzar-se), i va anar acompanyada de diverses disputes malgrat que existien drets i obligacions determinats amb anterioritat, per exemple, el rector de la Palma estava obligat a assistir a quatre festivitats a l'any a la missa major de Cervelló i havia de menjar amb el rector de Cervelló (que era qui havia de pagar els àpats).
El rector de Cervelló va presentar al·legacions que no prosperarien i finalment va acabar presentant-les en darrera instància. L'any 1325 el bisbe va ordenar que s'apliqués la sentència arbitral dictada per un canonge de manera provisional, però obligava a què el rector de Cervelló mantingués els drets adquirits, com el dret a la verema de la Palma. De fet, l'any 1325 s'amenaçava amb l'excomunió a aquells pagesos de Sant Vicenç dels Horts i de Molins de Rei que treballessin terres a la Palma i paguessin al rector de la Palma en comptes de fer-ho al de Cervelló.
Consta que s'hi varen fer obres de reforma els segles XVII-XVIII. El 1868 l'església era convertida en parròquia. L'església va reformar-se durant els segles xvii i XVIII, i va ser pràcticament derruïda durant la Guerra Civil motiu pel qual l'edifici actual és modern. A més de la pèrdua de l'edifici, mereix menció la crema d'un harmònium riquíssim que s'havia adquirit l'any 1888.
Pel que fa a les troballes arqueològiques convé destacar que l'any 2004, amb motiu de la remodelació de la plaça de l'església i de la casa rectoral, va descobrir-se una sagrera possiblement dels segles x i xi. Les excavacions arqueològiques realitzades en aquesta sagrera el setembre i l'octubre de 2004 van permetre trobar-hi una sitja de l'època medieval, un esquelet íntegre d'un individu adult d'època moderna (s.XVI-XVIII) i el fons d'una ceràmica vidriada (s.XIV-XV).

## Mare de Déu de la Palma

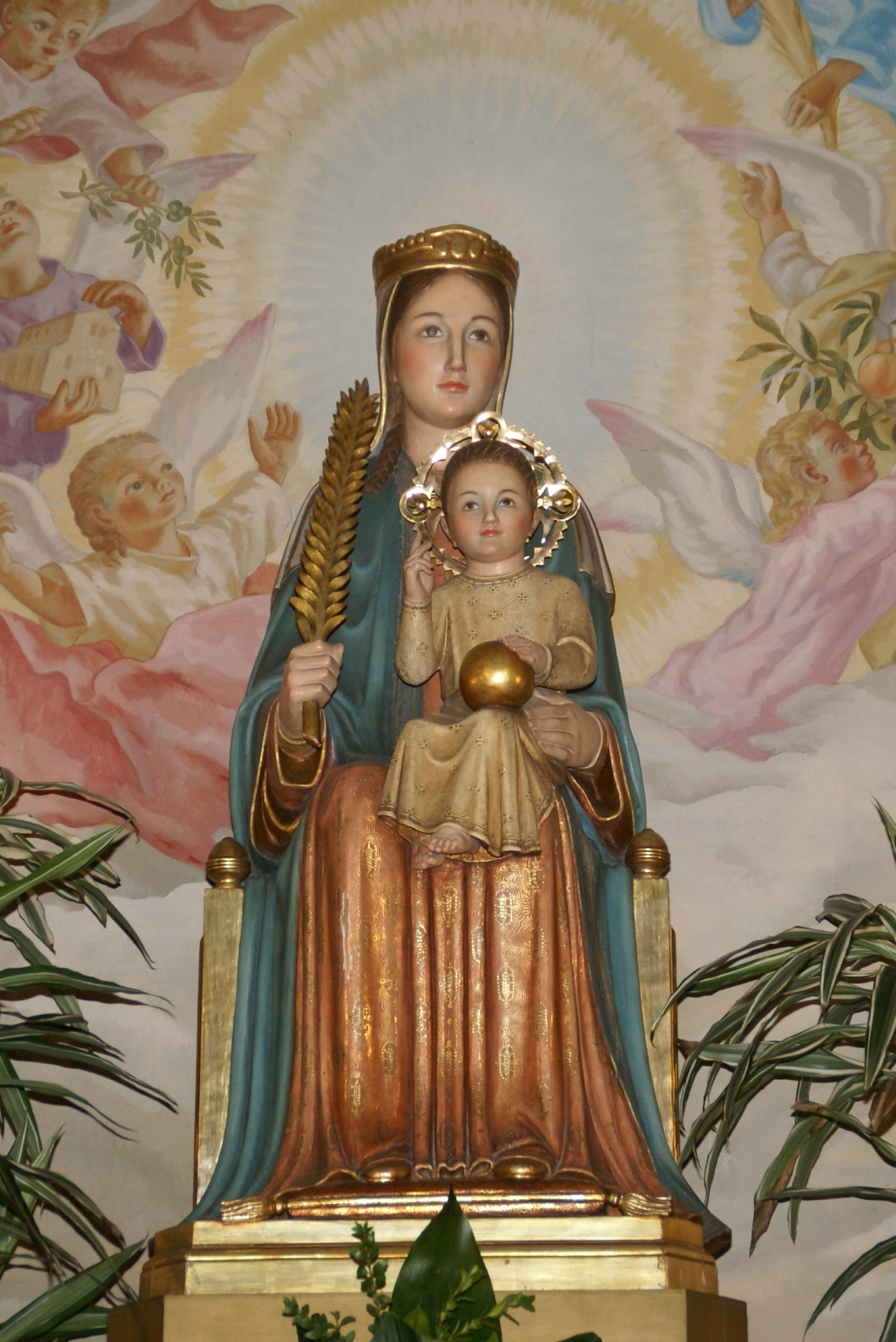
Mare de Déu de la Palma de Cervelló al cambril, darrere de l'altar major

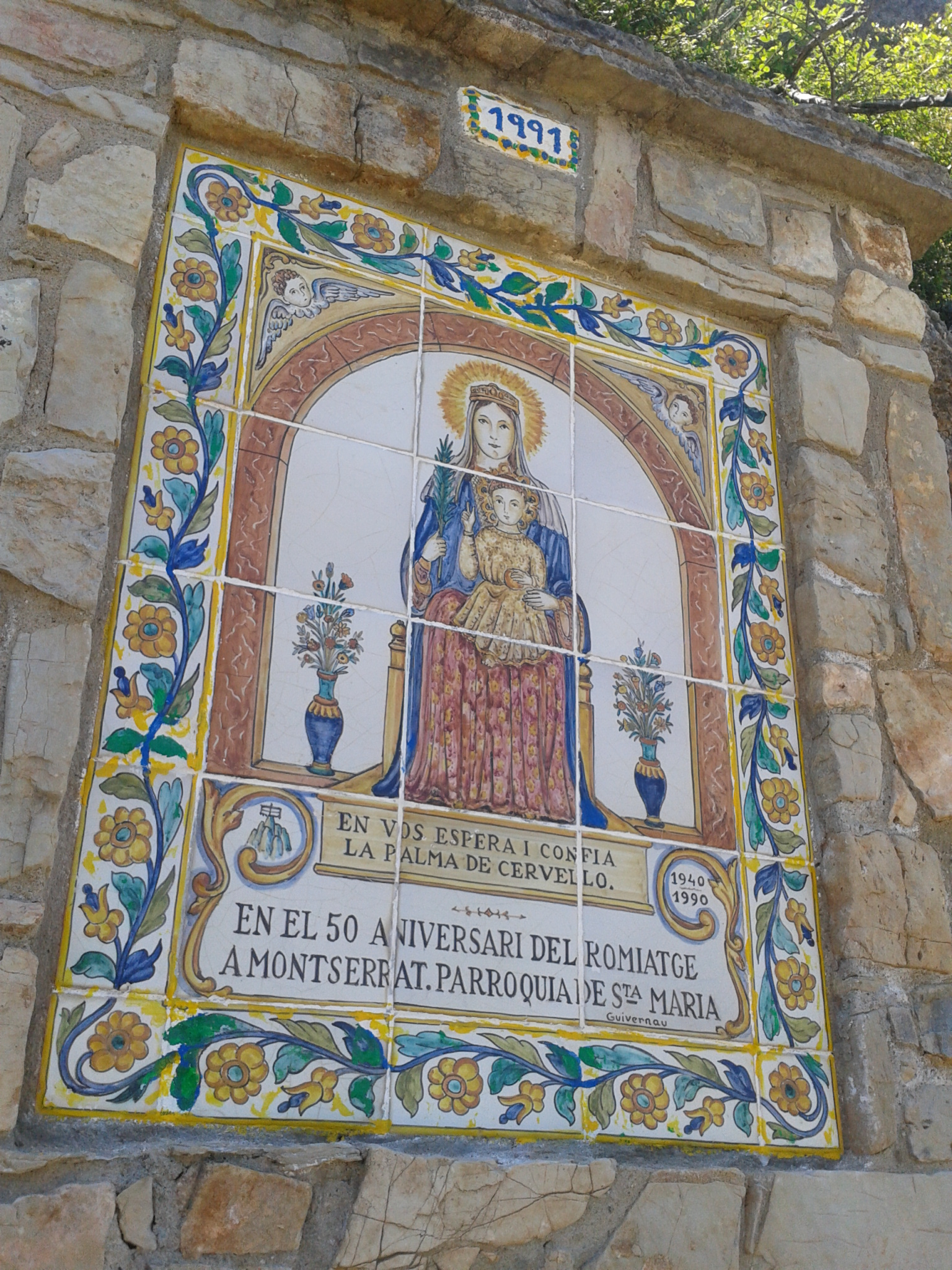
Majòlica al camí dels Degotalls (Montserrat)

La Mare de Déu de la Palma o Santa Maria de la Palma és la patrona de l'església i del municipi, junt amb Sant Isidre Llaurador (en comptes de Sant Brici, com es podria pensar), de qui en podem trobar una imatge a l'església. Antigament, però, sembla que Sant Pere havia estat el patró d'aquesta església segons es pot llegir en un document del 1789.
| «              | Font de santa inspiració, divina Verge Maria: En Vós espera i confia La Palma de Cervelló. Un convent aqui fundaren quan el poble no era fet, i sa església us dedicaren les monges de Sant Benet. Amoroses us pregaven les esposes del Senyó. ... Amb bondat ben manifesta per la Palma Vós vetlleu, li allunyeu el baí de pesta, de plagues la deslliureu. Cada dia en la comarca va creixent la devoció. ... | » |
| — Goig popular | |   |

Aquest és un fragment dels goigs de la Mare de Déu de la Palma que es canten el 15 d'agost en el dia de la patrona, en què se celebra la Festa Major.
La Mare de Déu de la Palma de Cervelló des del 1991 té una majòlica sobre una roca al tram final del camí dels Degotalls del monestir de Montserrat. Aquesta majòlica es va construir amb motiu del cinquantè aniversari de la romeria de la Palma a Montserrat.